# Life (álbum de Ricky Martin)
Life es el nombre del tercer álbum de estudio en inglés y el octavo de su carrera por parte de Ricky Martin, que fue publicado en octubre del año 2005. En este álbum, Martin coescribió muchas de las canciones incluidas aquí.
En comparación con sus dos anteriores álbumes en inglés (Ricky Martin y Sound Loaded), Life tuvo ventas muy escasas. El álbum debutó en el puesto n.º 6 con 71 000 copias vendidas, y más tarde bajó al puesto  n.º 81 con 16 000 copias vendidas.
"Life" fue lanzado al mercado por Sony International y Columbia Records el 10 de octubre de 2005 en Europa, el 11 de octubre de 2005 en los EE. UU. y el 19 de octubre de 2005 en Japón. El álbum fue grabado en los Estados Unidos y Egipto.

## Lista de canciones
| N.º | Título                                                                       | Duración |  |
| 1.  | «Til I Get To You»                                                           | 4:56     |  |
| 2.  | «I Won't Desert You»                                                         | 3:49     |  |
| 3.  | «I Don't Care» (featuring Fat Joe y Amerie)                                  | 3:48     |  |
| 4.  | «Stop Time Tonight»                                                          | 4:00     |  |
| 5.  | «Life»                                                                       | 4:07     |  |
| 6.  | «I Am» (featuring Julio Voltio)                                              | 3:31     |  |
| 7.  | «It's Alright»                                                               | 3:31     |  |
| 8.  | «Drop It on Me» (featuring Daddy Yankee, Taboo y Debi Nova)                  | 3:54     |  |
| 9.  | «This Is Good»                                                               | 3:35     |  |
| 10. | «Save The Dance»                                                             | 4:04     |  |
| 11. | «Que Más Da (I Don't Care)» (Luny Tunes Reggaeton Mix)                       | 3:29     |  |
| 12. | «Déjate llevar (It's Alright)»                                               | 3:36     |  |
| 13. | «Sleep Tight» (iTunes Tema Extra)                                            | 3:50     |  |
| 14. | «It's Alright» (dúo con M. Pokora Francia/Bélgica 2006 reedición tema extra) | 3:22     |  |

## Listas

### EE. UU.
El disco no fue tan bien en los Estados Unidos, en comparación con Ricky Martin y Sound Loaded. El álbum debutó en el n.º 6 en las listas con 71.000 copias vendidas. Se cayó al n.º 33 la siguiente semana con 31.000 copias vendidas. A la semana siguiente cayó al n.º 55 (con 20.000 copias vendidas), la siguiente semana se redujo al 78 con 14.000 copias y la siguiente semana se llevó al 81 con 16.000 copias vendidas. Hasta la fecha, el álbum ha vendido unas 200.000 copias en los EE. UU.

### Listas semanales
| Asia              |                                |     |
| Japón             | Oricon                         | 121 |
| América           |                                |     |
| Argentina         | CAFIP                          | 6   |
| Estados Unidos    | Billboard Top Internet Álbumes | 6   |
| Estados Unidos    | Billboard 200                  | 6   |
| Europa            |                                |     |
| Alemania          | Media Control Charts           | 57  |
| Austria           | Ö3 Austria Top 40              | 60  |
| Bélgica (Valonia) | Ultratop                       | 47  |
| España            | PROMUSICAE                     | 8   |
| Finlandia         | Suomen virallinen lista        | 34  |
| Francia           | Álbum Top 100                  | 61  |
| Holanda           | MegaCharts                     | 26  |
| Italia            | Álbum Top 20                   | 14  |
| Reino Unido       | Álbumes Chart                  | 40  |
| Suecia            | Sverigetopplistan              | 34  |
| Suiza             | Schweizer Hitparade            | 17  |
| Oceanía           |                                |     |
| Australia         | ARIA Charts                    | 44  |
| Mundo             |                                |     |
| Europa            | Lista Europea de Álbumes       | 31  |

## Certificaciones
| País      | Proveedor | Año  | Certificación |
| América   |           |      |               |
| Argentina | CAFIP     | 2005 | Oro           |
| México    | AMPROFON  | 2005 | Oro           |

## Historial Lanzamientos
| Región         | Fecha                 | Sello            | Formato | Catálogo    |
| -------------- | --------------------- | ---------------- | ------- | ----------- |
| Europa         | 10 de octubre de 2005 | Columbia         | CD      | 5205492     |
| Estados Unidos | 11 de octubre de 2005 | Columbia         | CD      | 5205492     |
| Australia      | 16 de octubre de 2005 | Columbia         | CD      | 82876733822 |
| Japón          | 19 de octubre de 2005 | Sony Music Japan | CD      | SICP-918    |